# Turbinicarpus beguinii
Turbinicarpus beguinii är en kaktusväxtart som först beskrevs av Nigel Paul Taylor, och fick sitt nu gällande namn av Mosco och Zanov. Turbinicarpus beguinii ingår i släktet Turbinicarpus och familjen kaktusväxter.

## Underarter
Arten delas in i följande underarter:
- T. b. beguinii
- T. b. hintoniorum
- T. b. zaragosae

## Bildgalleri

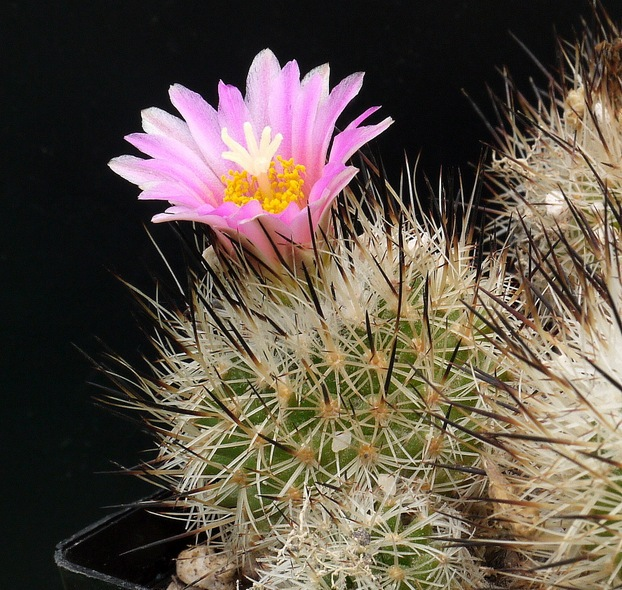
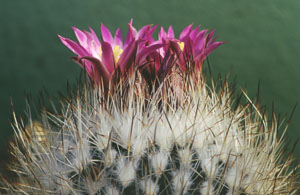